# Arasadzykh
Arasadzykh hay Arasadzikhi (tiếng Abkhaz: Арасаӡыхь; tiếng Gruzia: არასაძიხი) là một làng thuộc huyện Ochamchira của Abkhazia, một nhà nước được công nhận một phần do Gruzia tuyên bố chủ quyền. Điều tra dân số Abkhazia năm 2011 ghi nhận dân số của làng là 409 người.

## Dân số
Điều tra dân số năm 2011 ghi nhận dân số của làng là 409 người. Trong số 409 người đó, có 401 người Abkhaz, 1 người Gruzia, 1 người Nga và 6 người thuộc sắc tộc khác.